# Mokrovraty
Mokrovraty település Csehországban, a Příbrami járásban. Mokrovraty Nová Ves pod Pleší, Malá Hraštice, Stará Huť, Voznice, Nový Knín és Dobříš településekkel határos. Lakosainak száma 806 fő (2024. január 1.).

## Népesség
A település lakosságának változását az alábbi diagram mutatja:
| Lakosok száma | 429  | 476  | 488  | 508  | 521  | 558  | 764  | 794  | 794  | 806  |
|               | 1869 | 1890 | 1921 | 1950 | 1980 | 2001 | 2017 | 2019 | 2022 | 2024 |